# Büren an der Aare
Büren an der Aare är en ort och kommun i distriktet Seeland i kantonen Bern, Schweiz. Kommunen har 3 758 invånare (2023).